# Heinrich Borwin II. (Mecklenburg)

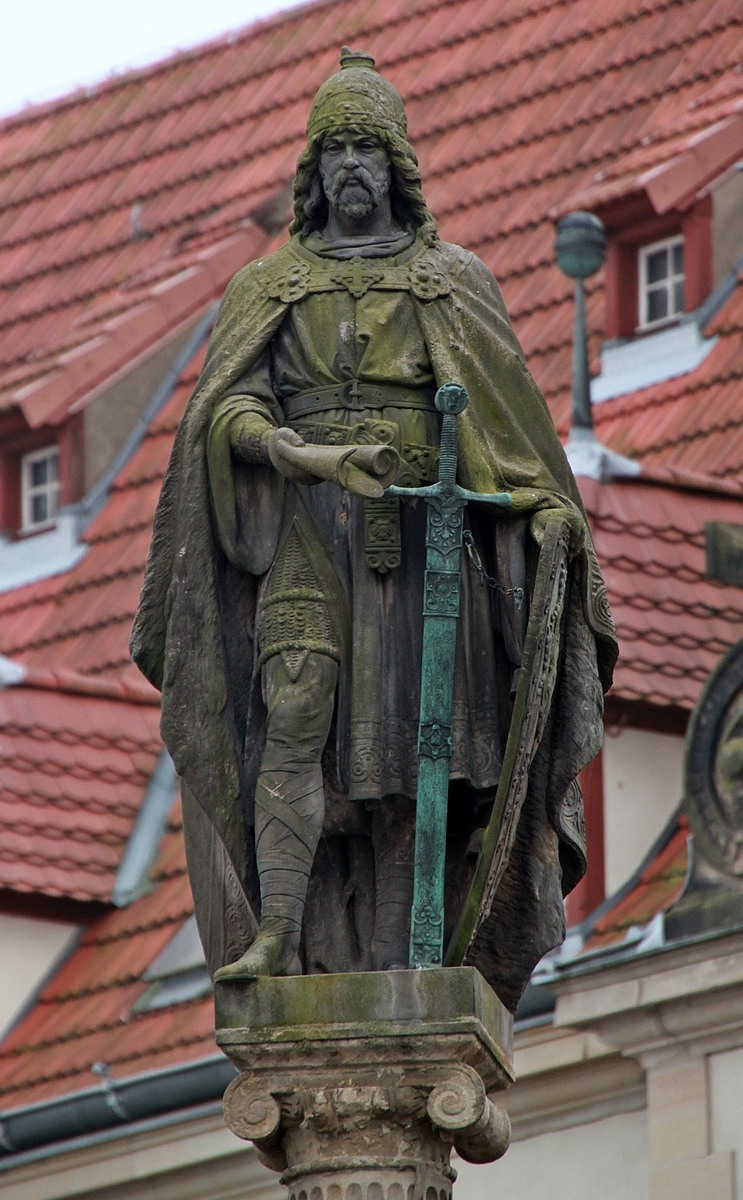
Statue Heinrich Borwins II. (Borwinbrunnen in Güstrow)

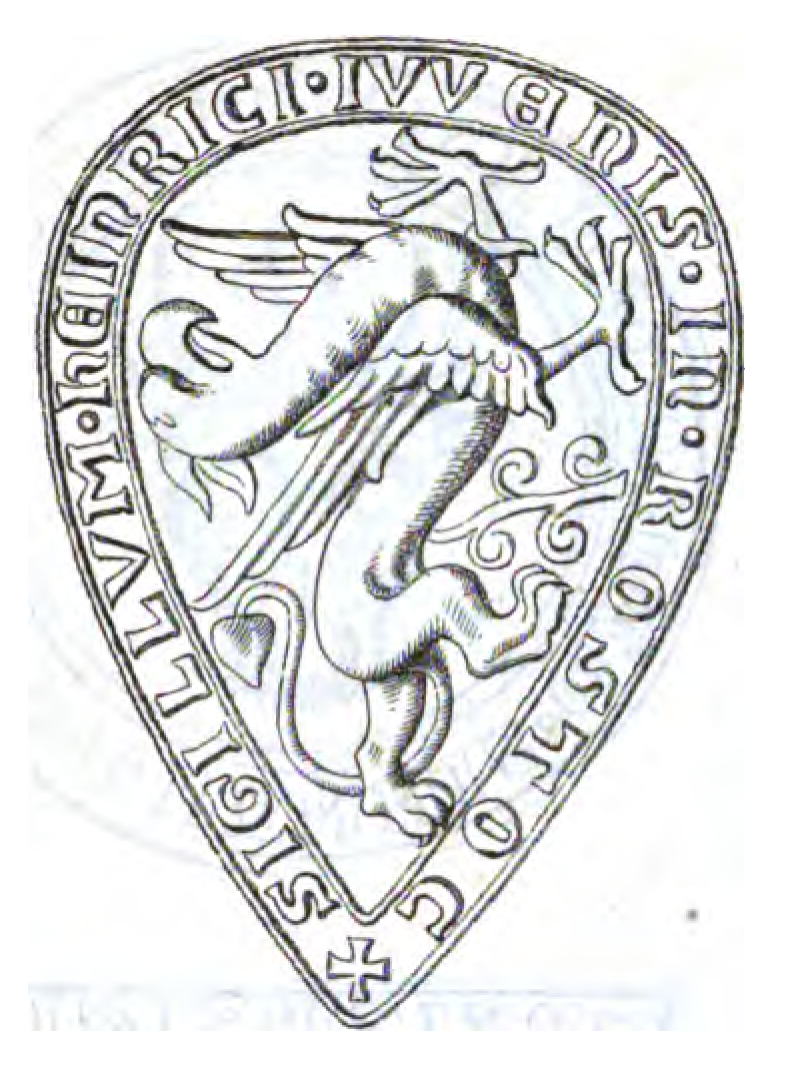
Siegel Heinrich Borwins II., 1219

Heinrich Borwin II., auch Heinrich Burwy II. (* um 1170; † 5. Juni 1226), aus dem Geschlecht der Niklotiden, war Herr von Mecklenburg von 1219 bis 1226 und Herr von Rostock von 1225 bis 1226.

## Leben und Wirken
Heinrich Borwin II. war ein Sohn des Heinrich Borwin I. und der Mathilde von Sachsen, einer außerehelichen Tochter Heinrichs des Löwen. 1200 heiratete er Christine, deren Herkunft nicht endgültig geklärt
ist. In einigen Quellen heißt sie Christine von Schottland († nach dem 20. Mai 1248) und ist die Tochter König Wilhelms I. von Schottland. In anderen Quellen handelt es sich um Christine von Schweden, eine Tochter Sverkers II. von Schweden. Heinrich Borwin II. war ein Enkel des slawischen Fürsten Pribislaw.
Im Konflikt mit den dänischen König Waldemar II. unterstützte er den Schweriner Grafen Heinrich I. und konnte nach der gewonnenen Schlacht bei Mölln im Jahr 1225 und den resultierenden Vertrag von Bardowick Mecklenburg von der dänischen Vorherrschaft befreien.
Als er im Jahr 1226 in Güstrow starb, wurde das Land von seinen vier Söhnen gemeinsam verwaltet. Im Jahr 1234 kam es zum Bruch und das Fürstentum wurde in der Ersten Mecklenburgischen Hauptlandesteilung aufgeteilt. So entstanden die Teilfürstentümer (Herrschaften) Werle, Parchim-Richenberg, Rostock und Mecklenburg.

## Kinder
- Johann I., der Theologe (vor 1210–1264), Herr von Mecklenburg 1227–1264
- Nikolaus I. (ca. 1210–1277), Herr von Werle 1227–1277
- Heinrich Borwin III. (ca. 1220–(n.)1279), 1227 Erbe der Herrschaft Rostock, Herr von Rostock 1234–1266 ⚭ Sophia Eriksdotter, Tochter Eriks X
- Pribislaw I. (1224–(n.)1275), 1227 Erbe der Herrschaft Parchim, Herr von Parchim-Richenberg 1238–1256
- Margarete († nach dem 18. August 1267) ⚭ um 1230 Graf Günzel III. von Schwerin
- Mechtild († nach dem 23. November 1270) ⚭ 1229 Sambor II., Herzog von Pommerellen in Liebschau